# Campeonato Africano de Corrida de Montanha
O Campeonato Africano de Corrida de Montanha (em inglês: African Mountain Running Championships), é uma competição anual de corrida de montanha organizada pela CAA para atletas que representam os países de suas associações membros. O evento foi criado em 2009.

## Edições
| Edição | Ano  | Cidade             | País    | Data           |
| ------ | ---- | ------------------ | ------- | -------------- |
| I      | 2009 | Obudu, Cross River | Nigéria | 28 de novembro |
| II     | 2010 | Obudu, Cross River | Nigéria | 27 de novembro |
| III    | 2011 | Obudu, Cross River | Nigéria | 28 de novembro |
| IV     | 2012 | Obudu, Cross River | Nigéria | 17 de novembro |
| V      | 2013 | Obudu, Cross River | Nigéria | 23 de novembro |
| VI     | 2014 | Obudu, Cross River | Nigéria | 8 de novembro  |